# Birkholm-Posten (Schiff, 1976)
Die Birkholm-Posten war ein dänisches Motorschiff, das von 1976 bis 2006 die Fährverbindung Marstal–Birkholm bediente.
Die Fährstrecke ist Dänemarks kleinste Postschiff-Verbindung und wurde von der Hafenverwaltung Marstal betrieben.

## Geschichte und Verkehr
Das Schiff wurde auf Initiative der 1976 gegründeten Birkholms-båden I/S beschafft. Die Fähre wurde bei der Ejvinds Plasticjolle- og Bådeværft in Rantzausminde bei Svendborg gebaut und noch im gleichen Jahr geliefert. Der Bootskörper bestand aus glasfaserverstärktem Kunststoff.
In seiner Einsatzzeit befuhr das Boot im Sommer viermal täglich und im Winter zweimal täglich die Strecke. Die Überfahrt dauerte 25 Minuten.
Ab dem 24. November 2006 übernahm das Schiff Birkholmposten die Fährstrecke.
Hinsichtlich der Einstellung des Verkehrs mit diesem Boot enthält das Schiffsregister vom 3. November 2006 den Eintrag, dass das Boot wegen „Geschäftsauflösung“ (dänisch Ophør med erhverv) aus dem Register gelöscht wurde.